# Rudolf Carnap
Rudolf Carnap (ur. 18 maja 1891 w Ronsdorf, zm. 14 września 1970 w Los Angeles) – niemiecki filozof, logik i matematyk, jeden z głównych przedstawicieli pozytywizmu logicznego (neopozytywizmu), współtwórca Koła Wiedeńskiego. Autor prac z zakresu filozofii nauki, języka, teorii prawdopodobieństwa, logiki klasycznej, indukcyjnej oraz modalnej.
Działał w Wiedniu i Pradze, a od 1935 w USA (Chicago). Głosił tezę, że filozofia powinna się zajmować jedynie logiczną analizą języka nauki. Programowo zwalczał wszelką metafizykę, jako zajmującą się problemami pozornymi. Żądał, aby wszystkie problemy nauk empirycznych sprowadzać do fizyki. Matematyka i logika, były przez Koło Wiedeńskie zaliczane do nauk teoretycznych i nieempirycznych.

## Życiorys

### Początki kariery naukowej
Rudolf Carnap urodził się 18 maja 1891 roku w niewielkiej miejscowości Ronsdorf w Niemczech. Przyszedł na świat w rodzinie niemieckich tkacza Johsnnesa S. Carnapa i Anny z domu Dörpfeld, która pracowała jako nauczycielka. Po śmierci ojca w 1898 roku rodzina przeniosła się do Barmen (obie miejscowości wchodzą dzisiaj w skład miasta Wuppertal) gdzie rozpoczął swoją edukację w tamtejszym gimnazjum.
W latach 1910–1914 studiował na Uniwersytetach w Jenie i Fryburgu. Uczył się tam pod kierunkiem Bruno Baucha, koncentrując się zwłaszcza na badaniu problemu przestrzeni w Krytyce czystego rozumu Immanuela Kanta. Carnap był także jednym z nielicznych studentów w tamtym czasie, którzy z oddaniem uczęszczali na wykłady Fregego.  Już wtedy doceniał jego nowatorskie koncepcje, sam bardziej interesował się zagadnieniami fizyki i to z tej dziedziny planował napisać pracę doktorską. Należał do wolnomyślnego ruch Monistenbund, któremu przewodzili Ernst Haeckel i Wilhelm Ostwald.
Studia doktoranckie Carnapa z fizyki przerwał wybuch I wojny światowej. Na froncie służył przez trzy lata jako oficer armii niemieckiej, a następnie jako inżynier-fizyk pracował nad rozwijanie telegrafii i telefonii bezprzewodowej dla wojska.
W 1921 roku Carnap napisał słynny list do Bertranda Russella prosząc go o pomoc w kwestii dzieła Principia Mathematica, którego ani on, ani jego uczelnia nie byli w stanie nabyć. W odpowiedzi Russell napisał liczące 36 stron streszczenie najważniejszych twierdzeń. Lektura tego tekstu umożliwiła Carnapowi napisanie książki Abriss der Logistik, która jednakże wydana została dopiero w 1929.
Po powrocie do Fryburga Carnap przedstawił projekt swojej nowej pracy dotyczącej zagadnienia przestrzeni Maxowi Vienowi, który był wtedy dyrektorem Instytutu Fizyki w Jenie oraz Bruno Bauchowi. O ile obaj uznali temat za interesujący, to Vien uznał, że jest bardziej filozoficzny, a Bauch, że bliższy naukom ścisłym. Ostatecznie Carnap zdecydował się napisać swoją pracę pod kierunkiem tego drugiego, przyjmując filozoficzny punkt widzenia. Została ona opublikowana w roku 1921 pod tytułem: Przestrzeń: Przyczynek do filozofii nauki.
Przed przybyciem do Wiednia oprócz kilku artykułów o czasie, przestrzeni i przyczynowości, napisał ogłoszony parę lat później Abriss der Logistik (Zarys logiki matematycznej, 1929). Wkrótce potem ukończył swoje pierwsze ważne dzieło filozoficzne, Der logische Aufbau der Welt (Logiczna budowa świata, 1928).

### Okres działalności w Kole Wiedeńskim
W latach 1924-1925 Carnap uczestniczył w seminariach prowadzonych przez Edmunda Husserla twórcę fenomenologii. O wiele ważniejszą postacią okazał się dla niego jednak Hans Reichenbach, którego poznał na konferencji w Erlangen w 1923. Wynikiem tego spotkania była wieloletnia przyjaźń obu naukowców. Reichenbach poznał Carnapa z Moritzem Schlickiem, charyzmatycznym profesorem Uniwersytetu Wiedeńskiego. Na jego zaproszenie Carnap odwiedził ich w Wiedniu w 1925 roku, a rok później przeniósł się tam, by objąć stałą posadę.
Carnap i Reichenbach redagowali filozoficzne czasopismo Erkenntnis. Wraz z grupą bliskich znajomych Moritza Schlicka tworzyli tzw. Koło Wiedeńskie. Carnap bardzo szybko zyskał sobie opinię jednego z wiodących przedstawicieli tej grupy, a w roku 1929 przy współpracy Hansa Hahna i Otto Neuratha opublikował jej manifest pod tytułem: Wissenschaftliche Weltauffassung: Der Wiener Kreis.
W okresie wiedeńskim najważniejszą pracą Carnapa była Logiczna budowa świata (Der Logische Aufbau der Welt). Na drugim miejscu wyróżnia się Pseudoproblemy filozofii (Scheinprobleme in der Philosophie), gdzie zdefiniował większość problemów metafizycznych jako błędy i nadużycia językowe, w związku z czym postulował wyeliminowanie metafizyki z zakresu poważnych badań. Temu podobne odważne postulaty były bardzo charakterystyczne dla tego filozofa i budowały jego popularność w środowisku naukowym.
W lutym 1930 roku Carnap poznał Alfreda Tarskiego podczas jego wykładów w Wiedniu i będąc pod wrażeniem jego teorii modeli i semantycznej teorii prawdy jeszcze tego samego roku złożył mu wizytę w Warszawie.
W roku 1931 Carnap został mianowany profesorem na niemieckim uniwersytecie w Pradze. Tam w 1934 napisał swoją najbardziej znaną pracę Logiczna składnia języka. Jego głównym polemistą był Willard Van Orman Quine, który z tego powodu odwiedził go w Pradze. Zapoczątkowało to trwającą wiele lat, pełną wzajemnego szacunku, dyskusję między tymi filozofami.

### Emigracja do USA
Członkowie Koła Wiedeńskiego nie mieli żadnych wątpliwości co przyniosą Europie nazistowskie Niemcy. Carnap, który słynął z radykalnie lewicowych i pacyfistycznych poglądów, nie mógł się czuć bezpieczny. Dzięki pomocy Quine’a i Charlesa Morrisa w 1935 roku wyemigrował do Stanów Zjednoczonych. Rok później, jego przyjaciel Moritz Schlick został zamordowany, przez wyznającego nazistowską ideologię studenta. Członkowie Koła Wiedeńskiego rozproszyli się po świecie. W 1941 roku Carnap przyjął amerykańskie obywatelstwo.
W latach 1936–1952 Carnap pracował głównie na Uniwersytecie w Chicago, chociaż pomiędzy 1939 a 1941 tymczasowo przyjął prestiżową posadę w Harvardzie, gdzie ponownie spotkał się z Alfredem Tarskim. Przez pewien czas pracował też w Instytucie Badań Zaawansowanych w Princeton, zwlekając z przyjęciem propozycji na Uniwersytecie Kalifornijskim. Stało się tak, ponieważ były to czasy maccartyzmu i wymagano od niego przysięgi lojalności oraz fałszywych deklaracji politycznych, czemu ostro się sprzeciwiał. Ostatnie lata spędził na Uniwersytecie Kalifornijskim w Los Angeles. Katedrę na Uniwersytecie w Chicago przejął po nim Henryk Mehlberg.

## Poglądy

### Przezwyciężenie metafizyki
Metafizyczne terminy takie jak „idea”, „absolut”,  „istota”, „byt w sobie i dla siebie” itp. nic nie znaczą, ponieważ nie można wskazać empirycznych warunków prawdziwości zdań, w których terminy takie występują. Carnap posłużył się jako przykładem zdaniem Heideggera „Nic nicościuje” (Das Nichts nichtet) zwracając uwagę, iż „nic” jest odpowiednikiem kwantyfikatora i nie może pełnić roli podmiotu. (Zatem zdanie to byłoby pozbawione sensu nawet, gdyby neologizm nichtet coś znaczył.) Według Carnapa metafizyka jest  wyrazem „poczucia życiowego”(Lebensgefuhl). Carnap postulował oczyszczenie nauki z metafizyki.

### Ontologia deflacyjna
W sporze o istnienie, Carnap, zajął stanowisko deflacjonistyczne, uznając, że na pytanie co istnieje, można odpowiedzieć tylko na gruncie określonego schematu pojęciowego. Stanowisko reprezentowane przez austriackiego filozofa należy wiązać z jego rozróżnieniem na wewnętrzne i zewnętrzne pytania o istnienie: 
Czy istnieją własności, klasy, liczby i sądy? Aby jaśniej zrozumieć naturę tych, jak i innych związanych z nimi problemów, konieczne jest przede wszystkim uświadomienie sobie fundamentalnej różnicy pomiędzy dwoma typami pytań, które dotyczą istnienia czy realności bytów. Jeżeli ktoś w swym języku pragnie mówić o nowym typie bytów, musi wprowadzić system nowych sposobów mówienia podlegających nowym regułom. Procedurę tę będziemy określać jako konstruowanie językowego schematu pojęciowego. W związku z tym musimy odróżnić dwa rodzaje pytań o istnienie. Po pierwsze, pytania o istnienie pewnych bytów nowego rodzaju wewnątrz schematu pojęciowego – będziemy nazywać je pytaniami wewnętrznymi. Po drugie pytania dotyczące istnienia czy też realności systemu bytów jako całości, nazywane pytaniami zewnętrznymi. Pytania wewnętrzne, jak i możliwe na nie odpowiedzi, formułowane są za pomocą nowych form wyrażeń. Odpowiedzi można znaleźć stosując bądź metody czysto logiczne, bądź empiryczne .

Rudolf Carnap,  Empiryzm, semantyka, ontologia, IFiS PAN, Warszawa1950/2005: 13–14.
W artykule Empiryzm, semantyka, ontologia, Carnap wskazuje także na zasadność wprowadzonego podziału na zdania analityczne i zdania syntetyczne. Podział ten ma znaczenie dla próby pogodzenia ontologii angażującej w przedmioty abstrakcyjne ze stanowiskiem empiryzmu w filozofii. W następstwie ma on znaczenie dla przeprowadzonego przez Carnapa rozróżnienia na przedmiotowe pytania o istnienie, formułowane w ramach danego schematu pojęciowego, oraz na tak zwane pseudo-pytania klasycznej metafizyki.
Według kontynuatorów Carnapa (metametafizyka), jedyne prawomocne pytania zewnętrzne mają charakter pragmatyczny: Czy powinniśmy przyjąć ten schemat pojęciowy? Czy będzie on użyteczny?.

Carnap pisał:
Zaakceptować świat  rzeczy  znaczy  tyle,  co  zaakceptować  pewną  formę języka,  innymi  słowy, zaakceptować   reguły   formowania   zdań,   ich   sprawdzania,   akceptowania   bądź   odrzucania.

Rudolf Carnap Empiryzm, semantyka, ontologia, IFiS PAN, Warszawa1950/2005.

### Zdania protokolarne i zasada weryfikacji
Według Carnapa wartość poznawczą mają tylko zdania sensowne empiryczne, a takimi zdaniami miały być zdania protokolarne ( zdania zdające relacje z tego, co bezpośrednio dane np. "tutaj teraz zielone" lub o obserwowalnych przedmiotach).Przy takim podejściu sens empiryczny postanowiono przyznać w pierwszej kolejności tzw. predykatom obserwacyjnym, za pomocą których przypisujemy obserwowalne własności obserwowanym przedmiotom. Inne predykaty nazwane teoretycznymi mogły uzyskiwać sens empiryczny, o ile pozostawały w odpowiednich związkach znaczeniowych z predykatami obserwacyjnymi. Wymóg posiadania sensu empirycznego nie dotyczył twierdzeń logiki i matematyki, które były zdaniami analitycznymi a priori na podstawie konwencji. Carnap odrzucał istnienie zdań syntetycznych a priori.

Filozof głosił tzw. zasadę weryfikacji inspirowaną pierwszą filozofią Wittgensteina. Pisał:
Pogląd, że te zdania i pytania [zdania i pytania metafizyki — P. D.] nie mają treści poznawczej, opiera się na zasadzie weryfikowalności Wittgensteina. Zasada ta głosi po pierwsze, że znaczenie zdania dane jest za sprawą warunków jego weryfikacji, a po drugie, że zdanie jest sensowne wtedy i tylko wtedy, gdy jest z zasady weryfikowalne, to znaczy, kiedy istnieją możliwe — niekoniecznie rzeczywiste — okoliczności, które jeśli zajdą, to ustanowią w sposób definitywny prawdziwość zdania. Zasadę weryfikowalności zastąpiono później bardziej liberalną zasadą potwierdzalności 

Rudolf Carnap, Intellectual Autobiography [w:] The Philosophy of Rudolf Carnap,P. A. Schilpp (ed.), La Salle: Open Court tłum. Paweł Dehnel.

### Jedność nauki
Według Carnapa zdania wszelkich nauk, takich jak chemia czy biologia są przekładalne na język fizyki (fizykalizm), co pozwalało objąć języki tych nauk szerszym mianem języka fizykalnego, również twierdzenia psychologii i socjologii winny dać się wyrazić w języku fizykalnym, ponieważ twierdzenia tych nauk mówią w istocie o procesach fizjologicznych i zrachowaniach ciał.

### Filozofia jako logika nauki
Część tradycyjnych tez filozoficznych, formułowanych jest według Carnapa w sposób niepoprawny, zatrącający metafizyką i ma swoje poprawne odpowiedniki na gruncie składni logicznej. Te pierwsze, to „zdania pseudoprzedmiotowe” sformułowane w „trybie materialnym”, ich odpowiedniki zaś to zdania syntaktyczne sformułowane w „trybie formalnym”. Owe zdania pseudoprzedmiotowe tylko z pozoru mówią o przedmiotach pozajęzykowych, odpowiednia bowiem ich parafraza ujawnia, że są to zdania o wyrażeniach pewnego języka. 

Carnap rozwijał w tym zakresie metodę racjonalnej rekonstrukcji. Pisał: 
Pojęcie racjonalnej rekonstrukcji jest rozumiane tutaj jako poszukiwanie nowych definicji (Bestimmungen) dawniejszych pojęć. Pojęcia te nie były zwykle tworzone celowo, lecz powstawały w rezultacie mniej lub bardziej nieświadomego rozwoju. Nowe definicje powinny przewyższać swoje poprzedniczki pod względem jasności i precyzji, a przede wszystkim powinny lepiej pasować do systematycznego gmachu pojęć (Begrifsgebaude). Takie wyklarowanie pojęć (Begriffsklärung), obecnie czę-sto określane jako „eksplikacja” (Explikation), wciąż jawi mi się jako jedno z najważniejszych zadań filozofii, zwłaszcza gdy odnosi się do głównych kategorii ludzkiej myśli. 

Carnap, Logiczna struktura świata, CXVI 

### Pluralizm metodologiczny
Wybór języka w którym przedstawiamy teorie i związanej z nim logiki ma - według Carnapa - charakter arbitralny. Głosi to słynna, sformułowana przezeń „zasada tolerancji” (Toleranzprinzip). Carnap pisał:
W logice nie ma moralności. Każdemu wolno budować własną logikę, tj. własną formę języka tak, jak sobie życzy. Powinien tylko, jeśli chce z nami dyskutować, jasno wskazać, jak zamierza to robić, dostarczając reguł syntaktycznych zamiast wywodów filozoficznych.
- Rudolf Carnap, Logiczna składnia języka, tłum. Barbara Stanosz, WN PWN, Warszawa 1995, s. 78.

### Logika indukcji
Od lat czterdziestych XX wieku, Carnap rozwijał logikę indukcji, opracowaną na podstawie logicznej interpretacji prawdopodobieństwa jako miary stopnia potwierdzania (konfirmacji) jednego zdania przez drugie.
Projekt, któremu Carnap poświęcił resztę swojego życia, traktował jako egzemplifikację nowej metody filozoficznej, określanej przez niego jako „eksplikacja”. Stanowi ona alternatywę wobec dwóch przeciwstawnych nurtów brytyjskiej filozofii analitycznej: analizy za pomocą języka potocznego (George E. Moore) oraz analizy za pomocą języka logiki (Russell). Eksplikacja jest pomyślana jako metoda konstrukcji, a nie analizy czy rozbioru logicznego znaczenia wyrażeń. Polega ona zasadniczo na zastąpieniu niejasnego i nieprecyzyjnego pojęcia (eksplikandum) przez nowo skonstruowane jasne i precyzyjne pojęcie (eksplikat).Zasadniczym krokiem w eksplikacji jest formalizacja, czyli konstrukcja systemu formalnego dla pojęć danej teorii w postaci systemu aksjomatycznego..
Pojęcie eksplikacji (jako eliminacji) doczekało się rozwinięcia w filozofii Quine, jednego z najwybitniejszych uczniów Carnapa.
Kluczowym osiągnięciem wstępnego etapu tej metody jest wyodrębnienie dwóch różnych pojęć prawdopodobieństwa jako eksplikandów. Pierwsze z tych pojęć, określane przez Carnapa jako „prawdopodobieństwo1”, oznacza stopień potwierdzenia hipotezy h przez dowód empiryczny e. Jest to pojęcie logiczne, a dotyczące go zdania są analityczne. Z kolei „prawdopodobieństwo2” oznacza empiryczne pojęcie częstości względnej, a dotyczące go zdania mają charakter faktualny, gdyż ich prawdziwość jest uwarunkowana zajściem określonego stanu rzeczy.
Carnap określany jest mianem prekursora współczesnej wersji Bayesjańskiej Teorii Potwierdzania. Według niego stosowanie w nauce procedury zmierzające do oceny relacji pomiędzy hipotezą a wynikami obserwacji prowadzą do potwierdzania lub odrzucania niektórych hipotez, a co za tym idzie, stałego rozwoju nauki. Celem teorii potwierdzania jest zdefiniowanie funkcji prawdopodobieństwa (funkcji miary), dzięki której możliwe jest przyporządkowanie hipotezom określonych stopni uzasadnienia ze względu na wyniki obserwacji. Rezultatem powyższych założeń jest obszerny system obejmujący formalizację wnioskowań indukcyjnych za pomocą rachunku prawdopodobieństwa.

Celem Carnapa było:
O ile jest to możliwe, powinniśmy skonstruować taki system logiki indukcyjnej, że dla każdej pary zdań, z których jedno ujmuje dane e, a drugie hipotezę h, można podać liczbę określającą logiczne prawdopodobieństwo hipotezy h ze względu na e. [...] Oczywiście jeśli cała ta logika indukcyjna, którą próbuję stworzyć, posiadać ma jakąś rzeczywistą wartość dla nauki, powinna w ostateczności stosować się do języków ilościowych, z jakimi mamy do czynienia w fizyce - w których występują nie tylko jedno- i dwu argumentowe predykaty, lecz wielkości liczbowe, jak masa, temperatura itd. Uważam, że jest to możliwe oraz że podstawowe zasady, jakich do tego potrzeba, są takie same jak te, którymi kierowano się dotąd, konstruując logikę indukcyjną dla prostych języków z predykatami jednoargumentowymi.

Rudolf Carnap, Wprowadzenie do filozofii nauki, tłum. Artur Koterski, Aletheia, Warszawa, 2000, s.40.
Carnap w ten sposób rozwijał stanowisko probabilizmu, w myśl którego zdania nauki nie są weryfikowalne, a tylko stopniowo potwierdzalne. Innymi słowy, hipotez nie da się w pełni zweryfikować, ale można stopniowo podnosić stopień ich potwierdzenia.
Trwałym dziedzictwem Logicznych podstaw prawdopodobieństwa oraz późniejszych prac Carnapa poświęconych logice indukcji jest upowszechnienie probabilistycznej reprezentacji przekonań cząstkowych oraz powszechne dziś wykorzystanie twierdzenia Thomasa Bayesa w epistemologii formalnej.
W kontrze do probabilistycznego programu Carnapa powstała m.in. filozofia Poppera i Lakatosa.

### Carnap i światopogląd naukowy
U podstaw filozoficznej działalności Koła Wiedeńskiego i Carnapa leżał pewien system milcząco przyjmowanych wartości. W Manifeście z 1929 r. pisali tak:.
Postawy [członków Koła Wiedeńskiego] wobec zagadnień życiowych również znamionuje godna uwagi zgodność, choć nie stanowią one pierwszoplanowych tematów dyskutowanych w Kole. Albowiem postawy te są o wiele ściślej związane z naukowym światopoglądem niż mogłoby to się zrazu wydawać z czysto teoretycznego punktu widzenia. Na przykład, wszelkie wysiłki mające na celu urządzenie na nowo stosunków ekonomicznych i społecznych, zjednoczenie ludzkości, reformę szkolnictwa i edukacji, znamionuje wewnętrzna więź z naukowym światopoglądem. Wydaje się, że te wysiłki budzą sympatię wśród członków Koła, a niektórzy z nich aktywnie je wspierają. (...) Żywotność, jaka znamionuje wysiłki na rzecz racjonalnego przekształcenia ładu społecznego i ekonomicznego, przenika też ruch na rzecz naukowego światopoglądu.
(§ 1.2).

Koło Wiedeńskie. Manifest, 1929, tłum. Wojciech Sady.
W międzywojniu Carnap uważał, że trwa walka między zwolennikami zastanych form społecznych, którzy znajdują ideologiczne wsparcie w tradycyjnych formach teologii i metafizyki, a zwolennikami społecznych przemian, którzy nadzieję na oświecenie społeczne widzą w naukach empirycznych i współczesnych sposobach produkcji, "pozostawiających coraz mniej miejsca dla idei metafizycznych". 

Carnap i członkowie Koła wiedeńskiego wiązali powstanie filozofii empirystycznej, a później empiryzmu logicznego, z narodzinami demokracji, szerokiego ruchu społecznego wiodącego ku wolności, równości i sprawiedliwości społecznej. Ale implicite przekonania tego typu stanowiły motyw działalności filozoficznej większości bodaj pozytywistów logicznych. Ważne i charakterystyczne są wyznania, jakie poczynił Rudolf Carnap w swej Autobiografii:
Wszyscy w Kole Wiedeńskim bardzo interesowaliśmy się wydarzeniami politycznymi w naszym kraju, w Europie i na świecie. Dyskutowaliśmy te problemy prywatnie, a nie w Kole, które koncentrowało się na zagadnieniach teoretycznych. Sądzę, że prawie wszyscy wśród nas przyjmowali – jako coś oczywistego, niewymagającego niemal dyskusji – następujące trzy poglądy. Po pierwsze, człowiek nie posiada żadnych nadprzyrodzonych opiekunów czy wrogów, a zatem wszystko, co można uczynić w celu polepszenia jego życia, stanowi zadanie dla niego samego. Po drugie, żywiliśmy przekonanie, że ludzkość jest w stanie zmienić warunki swej egzystencji w taki sposób, iż da się uniknąć wielu dzisiejszych cierpień i że można w istotny sposób polepszyć życiową sytuację zarówno zewnętrzną, jak i wewnętrzną jednostki, społeczeństwa, a wreszcie ludzkości. Po trzecie, wszelkie rozważne działanie zakłada wiedzę o świecie, zaś metoda naukowa stanowi najlepszą z metod zdobywania wiedzy; a zatem musimy uważać naukę za jedno z najwartościowszych narzędzi polepszania życia. W Wiedniu nie mieliśmy dla tych trzech poglądów nazw; jeśli szukamy w terminologii amerykańskiej krótkiego określenia dla kombinacji trzech wymienionych przekonań, to najlepszym chyba będzie »naukowy humanizm«" (1963, § 14).
Według Wojciecha Sadego, celem filozoficznej działalności Koła Wiedeńskiego była walka z metafizyką prowadzona w imię naukowego humanizmu.

## Dzieła po polsku
1. R. Carnap, Empiryzm. Semantyka. Ontologia, przeł. Artur Koterski, Warszawa, Wyd. IFiS PAN 2005, .
2. R. Carnap, Logiczna struktura świata, przeł. Paweł Kawalec, Wydawnictwo Naukowe PWN, Warszawa 2012.
3. R.Carnap, Logiczne podstawy prawdopodobieństwa, przeł. Paweł Kawalec PWN, 2023.
4. R.Carnap, Wprowadzenie do filozofii nauki, tłum. Artur Koterski, Aletheia, Warszawa, 2000
5. R. Carnap , Logiczna składnia języka; przeł. Barbara Stanosz; Wydawnictwo Naukowe PWN, Warszawa: Wydaw. Naukowe PWN; 1995.
6. R. Carnap, Pisma semantyczne, przeł. Marcin Poręba, Tadeusz Ciecierski, Barbara Stanosz, Warszawa, Aletheia 2007.
7. R.Carnap , Logistyczne podstawy matematyki, [w:] R. Murawski (red.)[2002], Współczesna filozofia matematyki, Warszawa: PWN, 47-59.
8. R. Carnap, Filozofia jako analiza języka nauki, tłum. Andrzej Zabłudowski, 1969.

## Literatura
1. Dehnel P., Weryfikacjonizm Wittgensteina, Filozofia Nauki (The Philosophy of Science) ISSN 1230-6894 e-ISSN 2657-5868, 2019, vol. 27(2) [106]: 39-57.
2. Grobler A., Epistemologia. Sandwiczowa teoria wiedzy, Kraków,2014
3. Kosecki A., O poglądach Carnapa, Ajdukewicza i Quine'a na ontologię, Przegląd Filozoficzny – Nowa Seria R. 26: 2017, Nr 1 (101), ISSN 1230–1493.
4. Kosecki A., O „przekładzie” z trybu materialnego na tryb formalny w filozofii Rudolfa Carnapa.Próba polemiki z interpretacją André W. Carusa,Ruch Filozoficzny, LXXVII, 2021, 1.
5. Nowaczyk A., Filozofia analityczna. Z dziejów filozofii współczesnej, PWN, 2008.
6. Price H. (2009), Metaphysics after Carnap: The Ghost Who Walks?, w: (Chalmers, Manley, Wasserman 2009), s. 320-346.
7. Pruski P., Problem wrażliwości miary Bayesjańskiej Teorii Potwierdzania – analiza Carnapowskiego argumentu z symetrii, Przegląd Filozoficzny – Nowa Seria R. 25: 2016, Nr 2 (98), ISSN 1230–1493
8. Sady W., Spór o racjonalność naukową. Od Poincarego do Laudana, Wydawnictwo UMK, Toruń 2013.
9. Soin M., Deflacjonizm, w: Panorama współczesnej filozofii (red. Jacek Hołówka, Bogdan Dziobkowski), PWN, 2016.
10. Warzoszczak P., Późny Carnap a współczesne spory ontologiczne. Cz. II.Czy Carnap był zwolennikiem epistemizmu?, Filozofia Nauki, Rok XX, 2012, Nr 4(80).
11. Warzoszczak P., Późny Carnap a współczesne spory ontologiczne. Cz. II.Czy Carnap był zwolennikiem epistemizmu?Cz. I. Poglądy Carnapa na ontologię a fikcjonalizm, Filozofia Nauki, Rok XX, 2012, Nr 3(79).